# 山梨県民信用組合
山梨県民信用組合（やまなしけんみんしんようくみあい）は、山梨県甲府市に本店を置く信用組合。

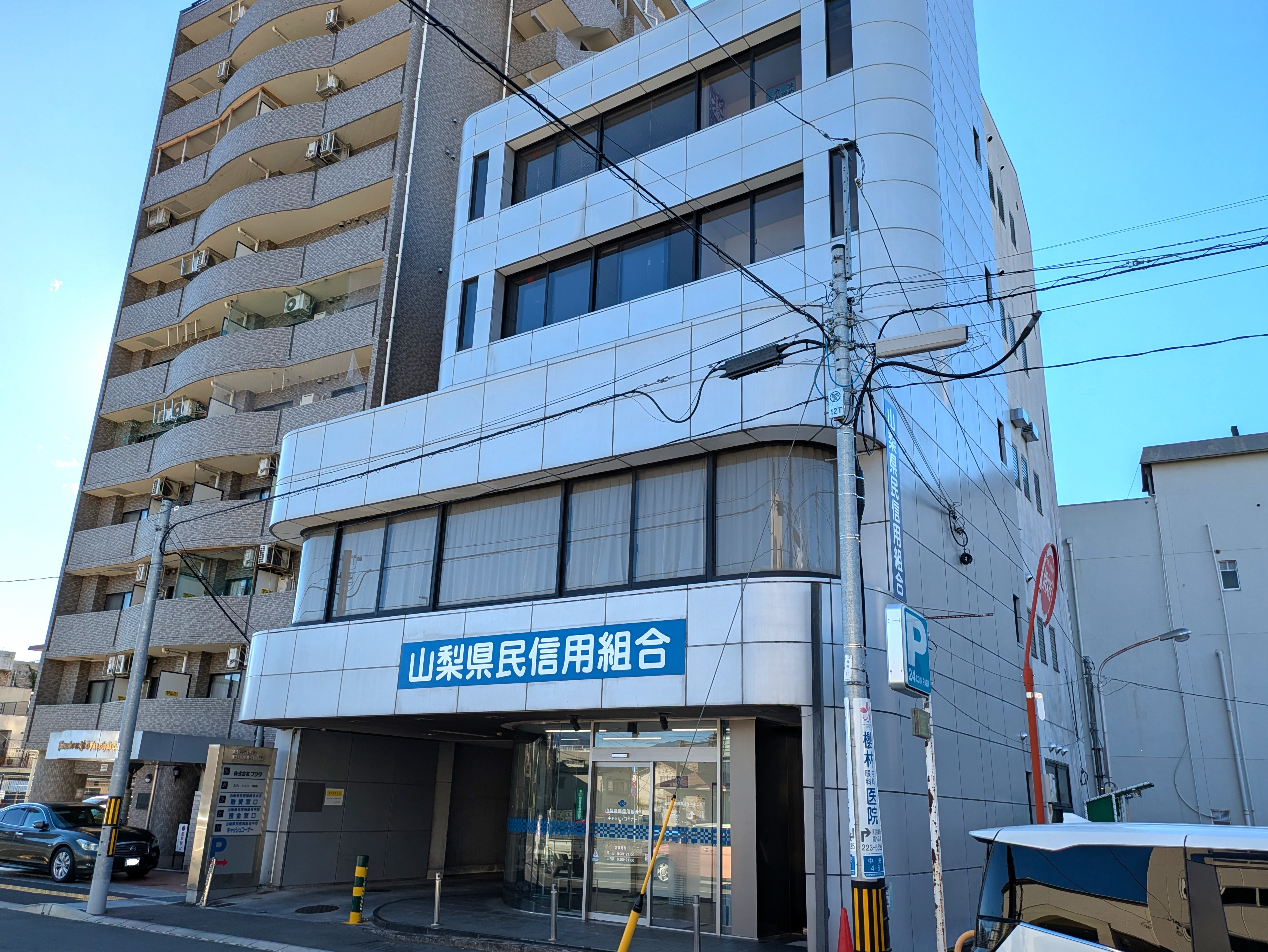
本店・本部ビル建替に伴う本店仮店舗

## 概要
1953年4月に甲府中央信用組合として設立。
2003年1月には峡南地域を拠点にしていた峡南信用組合と合併、さらに2004年2月には同じ市内にあったやまなみ信用組合、峡北地域を拠点にしていた美駒信用組合、郡内地方を拠点にしていた谷村信用組合と合併し、現在の信組名となった。度重なる合併により営業地域は山梨県全域に及び、一時は店舗数が80店舗近くとなり、出資金などの規模でも地方銀行である山梨中央銀行（中銀）に匹敵するほどの大規模信用組合となった。
2024年3月より本店・本部ビル建替に伴い、本店所在地を一時的に移転している。

## 経営問題
山梨県および甲府市の指定金融機関でもあり県内の主要企業の主要融資系統である中銀に対し、それらの後ろ盾があまりなく、得意先が建設業や装飾品加工など景気に左右されやすい県内の中小企業が中心であるため、近年は公共事業の抑制や安価な外国製品に押されてこれらの需要が低迷しており、同信組もその影響を受け苦しい経営を強いられている。この状況は合併後も続き、2007年度の中間決算では半期で17億円近い赤字を出すなど3年連続の赤字を計上、自己資本比率も4%台とこのままでは金融庁の是正命令が下る状況であったため、2008年1月に全国信用協同組合連合会から108億円の資本支援を受けている。
これを受けて2008年6月に経営陣の刷新が行なわれ、店舗と人員の削減などが行なわれてきたが、世界金融危機の影響により2009年3月期の純損失が49億と5年連続の赤字となり、自己資本比率も4%を切る恐れがあることから、公的資金の投入が検討された。そして、2009年9月に全国信用組合連合会を通じて約450億円の公的資金が注入されたため、自己資本比率は2008年度の4.06%から2009年度には18.64%に上昇し、2011年度は17.31%となっている。また、2012年10月には経営強化計画（2012～2014年度）の一環として組織を改編して経営の効率化を目指すほか、経営改善サポート室を新設して融資先である中小企業の経営改善を目指している。
ただ、これら施策によって一定の効果は得られたものの、不良債権の根本的な処理は進まなかった。不良債権の処理は2017年3月期からようやく本格化したが、それにより2021年3月期まで5期連続での大幅赤字を計上することになり、一時は10%台後半にまで回復した自己資本比率も、2021年3月期には7%台にまで低下している。

## ATMについて

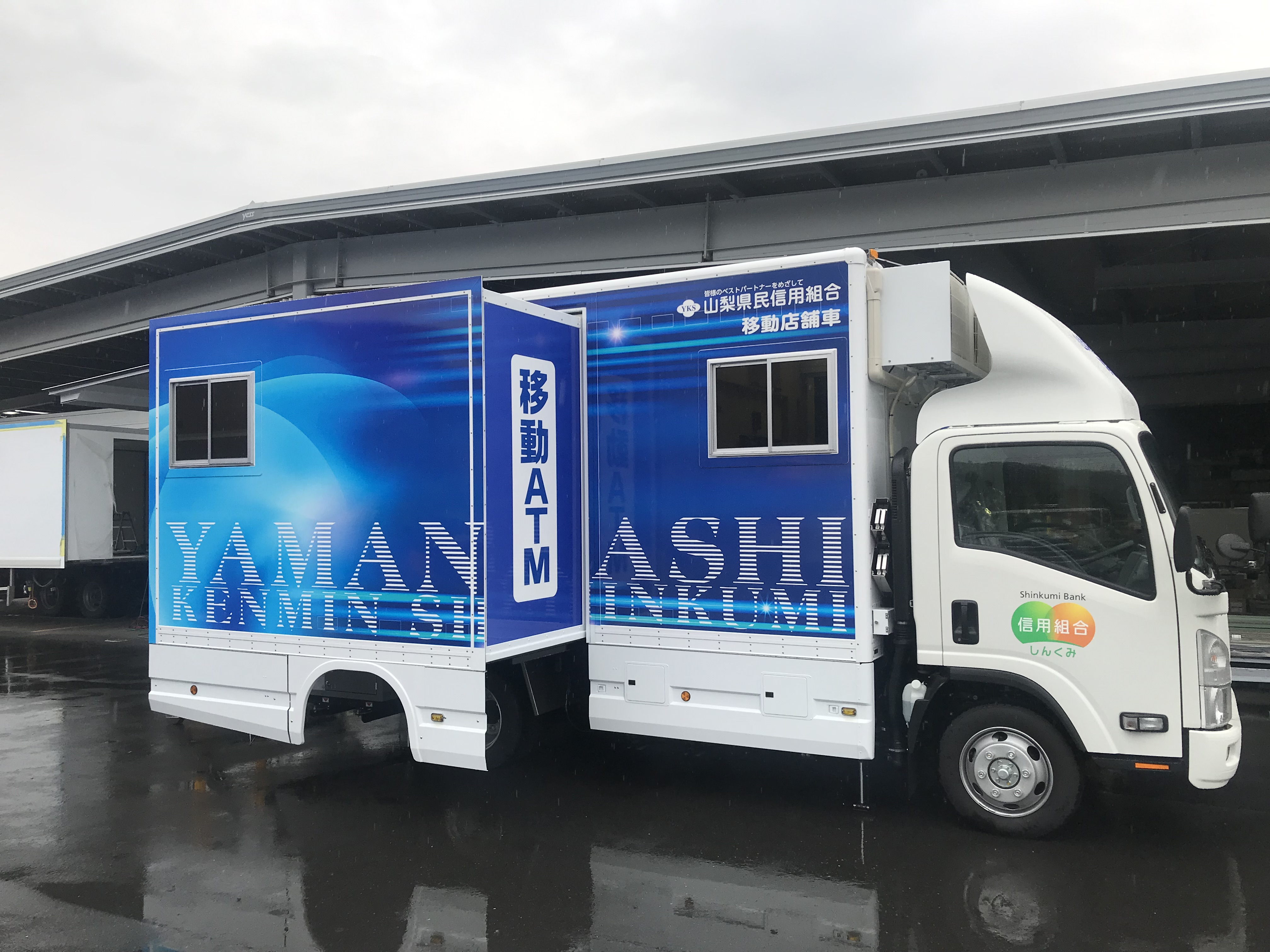
移動ATM

ATMでは、しんくみ お得ねっと提携信用組合のカードによる出金は自組合扱いとなる。
また、2010年2月22日より、当信組のキャッシュカードを山梨中央銀行ATMによる引出手数料無料提携（片提携）を開始している（片提携のため、山梨中央銀行のキャッシュカードを当信組ATMでの出金については本提携の対象外となる(これまで通り他金融機関：MICS扱いとなる)）。

## 不祥事
山梨県民信用組合では上記経営問題に加え、横領行為など不祥事が相次いでいる。
- 2006年10月‐甲斐市の支店に勤務していた職員が顧客の定期預金を着服していたことが発覚し、同信組はその職員を懲戒解雇にした上で山梨県警に告訴。2008年2月、県警は元職員を業務上横領の容疑で逮捕した。また関東財務局への届出を怠っていたとして業務改善命令を受けている。[7]
- 2008年6月‐大口融資先に暴力団関連の企業が含まれていたことなどが発覚し、関東財務局から2度目の業務改善命令を受けた。信用組合が2度も同命令を受けたのは極めて異例であり、改善されない場合は業務停止や免許取り消しの処分が下る可能性もある。[8]
- 2008年10月‐郡内地方の支店に勤務していた営業担当者が顧客のローンなどを着服していたことが発覚。同信組はその営業担当者を懲戒解雇にしたが、全額返済したため刑事告訴はしない模様。[9]さらに同信組の調査により、幹部職員2人と女性職員が顧客の預金やカードローンなどを着服していたことが発覚。[10]女性職員は遡って同年5月付、残る幹部職員2人も自宅待機を経て11月付けで懲戒解雇処分となった。その後同信組は刑事告訴する準備を進めていたが、このうち元幹部職員1人が2009年1月に発生した自宅火災により死亡。遺書が見つかったことから自殺を図ったと見られる。[11]